# Sirodesmium diversum
Sirodesmium diversum är en svampart som först beskrevs av Mordecai Cubitt Cooke, och fick sitt nu gällande namn av S. Hughes 1952. Sirodesmium diversum ingår i släktet Sirodesmium, ordningen Chaetothyriales, klassen Eurotiomycetes, divisionen sporsäcksvampar och riket svampar.   Inga underarter finns listade i Catalogue of Life.